# Elisabeth Kopp
Elisabeth Kopp, nata Iklé (Zurigo, 16 dicembre 1936 – Zumikon, 7 aprile 2023), è stata una politica svizzera, prima donna Consigliera Federale.

## Biografia
Esponente del partito liberale svizzero, crebbe a Berna e studiò giurisprudenza a Zurigo. Nella seconda metà degli anni cinquanta entrò a far parte della Schweizerische Vereinigung der Freisinnig-Demokratischen Frauen (Associazione svizzera delle donne democratiche liberali). Laureatasi in giurisprudenza nel 1960, prestò servizio ausiliario femminile nell'esercito, e sempre nel 1960 sposò Hans W. Kopp (1931-2009), avvocato, presidente della Commissione federale dei media e docente all'Università di Zurigo, che verrà poi condannato per truffa e documenti falsi nel 1991 per la vicenda Trans KB, società che raccoglieva capitali a rischio promettendo lauti guadagni. La coppia ha una figlia, Brigitt Schai Kopp.
Nel 1974, a Zumikon, Elisabeth Kopp divenne la prima sindaca donna della Svizzera tedesca, e l'anno successivo entrò nel Consiglio nazionale. Dopo esser divenuta vicepresidente del PLR, venne eletta membro del Consiglio federale svizzero il 2 ottobre 1984 succedendo a Rudolf Friedrich, ritiratosi per motivi di salute. Durante il suo mandato fu a capo del Dipartimento federale di giustizia e polizia e nel 1989 fu per alcuni giorni vicepresidente della Confederazione.. I temi principalmente toccati furono l'uguaglianza tra uomo e donna, la tutela dai licenziamenti e la lotta al riciclaggio di denaro e altre misure.
Per una telefonata effettuata dal proprio ufficio nella quale esortava il marito a dimettersi dal consiglio di amministrazione di un'azienda sotto inchiesta per riciclaggio di denaro, nella seconda metà del 1988 venne accusata di violazione di segreto d'ufficio. Mantenne la propria carica fino al 12 gennaio 1989, quando fu costretta a dimettersi per le pressioni mediatiche e politiche. Sebbene la telefonata fosse stata ammessa dal ministro, nel 1990 il tribunale federale la assolse dalle accuse di violazione del segreto d'ufficio.
Lasciati gli incarichi politici, svolse attività di giurista e di conferenziere. Nel 1996 fu nuovamente al centro di uno scandalo mediatico per aver dichiarato col marito un reddito pari a zero franchi annui, pur avendo apparentemente disponibilità di immobili del valore di vari milioni di franchi. Negli anni seguenti, come membro del partito radical-democratico svizzero, si occupò dell'adesione della Svizzera all'ONU (2002) e dell'assicurazione sulla maternità (2004).
È morta nell'aprile 2023, all'età di 86 anni, dopo una lunga malattia.